# Arrondissement de Karantaba
L'arrondissement de Karantaba est l'un des arrondissements du Sénégal. Il est situé dans le département de Goudomp et la région de Sédhiou, en Casamance, dans le sud du pays.
Il a été créé par un décret du 10 juillet 2008.
Il compte deux communautés rurales :
- Communauté rurale de Karantaba
- Communauté rurale de Kolibantang

Son chef-lieu est Karantaba.